# Paxtaaral Ilyich
Paxtaaral Ilyich (uzb. «Paxtaaral» Ilyich futbol klubi, ros. Футбольный клуб ««Пахтаарал» Сырдарьинская обл., Ильич, Futbolnyj Kłub "Pachtaarał" Syrdarjinskaja obł., Iljicz) – uzbecki klub piłkarski, mający siedzibę w mieści Ilyich, na północy kraju (obecnie znajduje się w południowym Kazachstanie, w obwodzie południowokazachstańskim).

## Historia
Chronologia nazw:
- 1965–1991: Paxtaaral Ilyich (ros. «Пахтаарал» Сырдарьинская обл.)

Piłkarska drużyna Paxtaaral została założona w miejscowości Ilyich, w obwodzie syrdaryjskim po zakończeniu II wojny światowej i reprezentowała miejscowy Kolxoz Paxtaaral. W 1965 zespół startował w rozgrywkach Pucharu ZSRR. W 1966 zespół debiutował w Klasie B, strefie środkowoazjatyckiej i Kazachstanu. W 1970 w związku z reorganizacją systemu lig ZSRR został zdeklasowany do Klasy B, strefy środkowoazjatyckiej, w której zajął 13 miejsce. Ale potem występował w rozgrywkach amatorskich. Po rozpadzie ZSRR klub został rozwiązany.

## Sukcesy

### Trofea międzynarodowe
Nie uczestniczył w rozgrywkach azjatyckich (stan na 31-05-2015).

### Trofea krajowe
| \| \| Zdobyte trofea w rozgrywkach Związku Radzieckiego (stan na: 31-12-1991) \| |                                                                         |      |          |
| Rozgrywki                                                                        | Osiągnięcie                                                             | Razy | Sezon(y) |
| Mistrzostwo                                                                      | I miejsce                                                               | 0    |          |
| Mistrzostwo                                                                      | II miejsce                                                              | 0    |          |
| Mistrzostwo                                                                      | III miejsce                                                             | 0    |          |
| Puchar                                                                           | zdobywca                                                                | 0    |          |
| Puchar                                                                           | finalista                                                               | 0    |          |
| Puchar                                                                           | 1/1024 finału                                                           | 1    | 1967/68  |
| II liga                                                                          | I miejsce                                                               | 0    |          |
| II liga                                                                          | II miejsce                                                              | 0    |          |
| II liga                                                                          | III miejsce                                                             | 0    |          |
|                                                                                  | Zdobyte trofea w rozgrywkach Związku Radzieckiego (stan na: 31-12-1991) |      |          |

- Wtoraja liga ZSRR:
  - 7. miejsce w grupie: 1967

## Stadion
Klub rozgrywał swoje mecze domowe na stadionie kołchozu Paxtaaral w Ilyichu, który może pomieścić 1,000 widzów.

## Piłkarze
Znani piłkarze:
- / Mirzaxid Gulyamov

## Trenerzy
...
- 1969:  Vitaliy Suyunov
- 1969:  Mannop Yakubov
- 1970:  Sergey Budagov

...